# Kostel svatého Antonína Paduánského (Úšovice)
Kostel svatého Antonína Paduánského v Úšovicích je filiální kostel Římskokatolické farnosti Mariánské Lázně. Kostel je spolu se sousedící farou od roku 2007 chráněn jako kulturní památka České republiky.

## Historie
Kostel vznikl na místě starší kaple, která snad byla rovněž zasvěcená svatému Antonínu z Padovy. Stavba byla dokončena v roce 1790.